# Urd

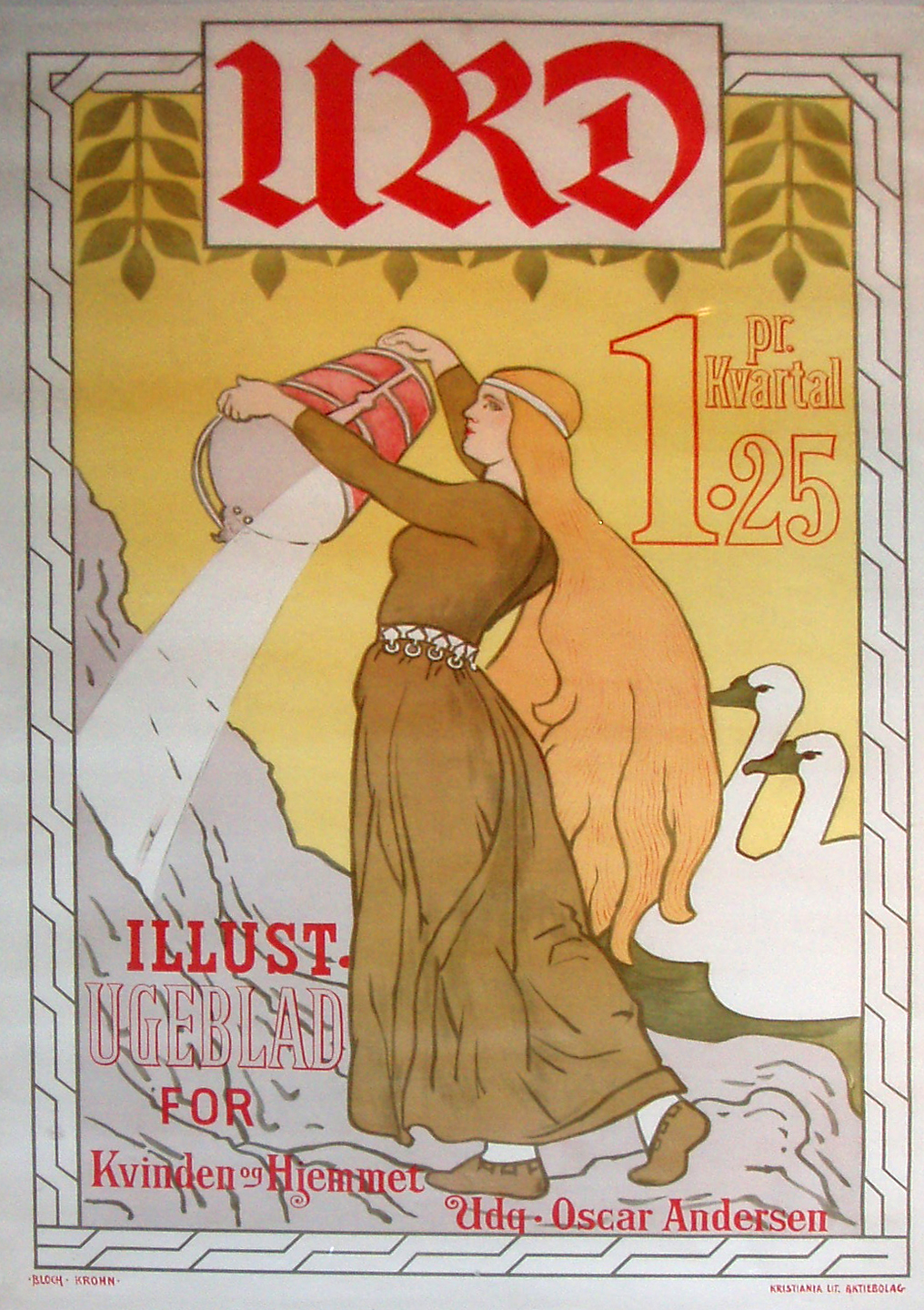
Urd, norwegische Frauen-Zeitschrift

Urd (altnordisch Urðr »Schicksal«), fast ausschließlich im Kontext der Quelle der Urd, ist neben Skuld und Verdandi eine der drei Schicksalsschwestern der nordischen Mythologie, die auch als Nornen bezeichnet werden. Urd steht für die Vergangenheit.
Urd ist vermutlich verwandt mit dem germanischen Begriff Wurd. Der Begriff taucht in einigen germanischen Epen auf und bedeutet so viel wie Schicksal oder Tod. Er wurde ursprünglich als Personifikation verwendet und könnte auch eine Göttin bzw. Norne bezeichnet haben.